# Mike Bailey
Michael James Bailey (Bristol, Inglaterra, 6 de abril de 1988) é um ator inglês mais conhecido por seu papel de Sid Jenkins na série inglesa Skins.

## Biografia
Mike na primeira e na segunda temporada da série de drama teen inglesa Skins. Após a filmagem da primeira temporada de Skins, Mike foi trabalhar na Topman, uma famosa loja de roupas, uma estação de rádio descobriu onde ele estava trabalhando e pediu as pessoas para irem lá e tirar fotos dele. Isso causou um grande alvoroço e com isto, ele recebeu o resto do dia de folga.
Antes de começar a atuar, ele estudou na Downend Comprehensive School. Mike agora esta na Queen Mary, na Universidade de Londres, onde estuda Matemática e Gestão Empresarial. Ele tem uma irmã mais velha chamada, Claire Louise.
Bailey apresentou o prêmio de "Melhor artista solo", com a co-estrela de Skins, Hannah Murray no NME Music Awards de 2007.
No final da primeira temporada da série, é o próprio Mike que canta a música Wild World de Cat Stevens. Ele também apareceu em 1066: The Battle for Middle Earth como "Tofi", que foi ao ar em maio de 2009.

## Televisão
| Ano       | Título                            | Papel       | Notas |
| 2009      | 1066: The Battle for Middle Earth | Tofi        |       |
| 2008/2007 | Skins                             | Sid Jenkins |       |